# فهرست افراد تحت‌تعقیب دادگاه بین‌المللی کیفری یوگسلاوی سابق
این فهرست شامل افرادی است که توسط دادگاه بین‌المللی کیفری یوگسلاوی سابق به جرم جنایت در جنگ‌های یوگسلاو تحت‌تعقیب قرار گرفته‌اند.
این فهرست ۱۶۱ نام دارد که ۹۴ تای آن‌ها صرب، ۲۹ نفر کروات، ۹ نفر آلبانیایی، ۹ نفر بوسنیایی، ۲ نفر مقدونی و ۲ نفر مونته‌نگرویی هستند.

## فهرست متهمان
| وضعیت                                   | نام (به‌ترتیب الفبای انگلیسی)  | قومیت درجه یا شغل                                                    | اتهام | حکم                                                                                                 |
| --------------------------------------- | ----------------------------- | -------------------------------------------------------------------- | --- | --------------------------------------------------------------------------------------------------- |
| به دادگاه‌های ملی منتقل‌شد                | رحیم آدمی                     | آلبانیایی کوزوو، ژنرال ارتش کرواسی                                   | عملیات مداک پاکت                                                                                             | تبرئه از همه اتهامات                                                                                |
| قبل از تمام شدن دادگاه درگذشت           | مهمد آلاگیچ                   | بوسنیایی، فرمانده ارتش هفتم بوسنی و هرزگوین                          | فعالیت مجاهدین در مرکز بوسنی                                                                                 | مرگ در ۷ مارس ۲۰۰۳ و پیش از تمام شدن دادگاه.                                                        |
| محکوم‌شد                                 | زلاتکو الکسوفسکی              | کروات بوسنی, فرمانده زندان                                           | جنایت جنگی در دره لاشوا علیه شهروندان بوسنیایی                                                               | محکوم به هفت سال زندان در ۹ فوریه ۲۰۰۰; آزادی پس از یکسال.                                          |
| قبل از تمام شدن دادگاه درگذشت           | استیپو الیلوویچ               | کروات بوسنی، سرباز                                                   | کشتار دره لاشوا علیه شهروندان بوسنیایی                                                                       | مرگ پیش از انتقال به دیوان.                                                                         |
| محکوم‌شد                                 | میلان بابیچ                   | صرب کرواسی, نخست‌وزیر جمهوری صرب کراینا                               | مشارکت در پاکسازی قومی در کرواسی                                                                             | محکوم به ۱۳ سال زندان در ۱۸ ژوئیه ۲۰۰۵،وی در مارس ۲۰۰۶ در سلول زندانش مرده پیدا شد (احتمالاً خودکشی) |
| از کیفرخواست خارج شد                    | میرکو بابیچ                   | صرب بوسنی                                                            | | در ۸ می ۱۹۹۸ از کیفرخواست خارج شد.                                                                  |
| محکوم‌شد                                 | هارادین بالا                  | آلبانیایی کوزوو, گارد زندان ارتش آزادی‌بخش کوزوو                      | فعالیت‌های غیرانسانی در اردوگاه زندان لاپوشنیک.                                                               | محکوم به ۱۳ سال زندان در ۲۷ سپتامبر ۲۰۰۷.                                                           |
| تبرئه شد                                | ادریس بالاج                   | آلبانیایی کوزوو, فرمانده یگان ویژه ارتش آزادی‌بخش کوزوو               | قتل, تجاوز و آزار و اذیت صرب‌ها در غرب کوزوو                                                                  | بی‌گناه شناخته‌شد.در ۲۹ نوامبر ۲۰۱۲ آزاد شد.                                                          |
| از کیفرخواست خارج شد                    | نناد بانوویچ                  | صرب بوسنی                                                            | | در ۱۰ آوریل ۲۰۰۲ از کیفرخواست خارج شد.                                                              |
| محکوم شد                                | پردراگ بانوویچ                | صرب بوسنی, گارد زندان                                                | اردوگاه کراترم                                                                                               | به هشت سال زندان محکوم شد اما در ۳ سپتامبر ۲۰۰۸.                                                    |
| محکوم شد                                | لیوبیشا بیارا                 | صرب بوسنی، سرهنگ پلیس نظامی                                          | کشتار سربرنیتسا و جنایت جنگی در ژپا                                                                          | محکوم به حبس ابد در ۱۰ ژوئن ۲۰۱۰.                                                                   |
| محکوم شد                                | ویدویه بلاگویویچ              | صرب بوسنی, افسر ارتش صرب بوسنی                                       | کشتار سربرنیتسا                                                                                              | محکوم به ۱۵ سال زندان در می ۲۰۰۷،آزادی پس از پنج سال.                                               |
| محکوم شد                                | تیهومیر بلاشکیچ               | کروات بوسنی، ژنرال ارتش کرواسی                                       | آزار و اذیت مسلمانان بوسنی                                                                                   | محکوم به ۹ سال زندان در ۲۹ ژوئیه ۲۰۰۴.                                                              |
| پیش از تمام شدن دادگاه درگذشت           | یانکو بوبتکو                  | کروات، رئیس ستاد ارتش کرواسی                                         | عملیات مداک پاکت                                                                                             | پیش از تمام شدن دادگاه درگذشت.                                                                      |
| محکوم شد                                | لیوبومیر بوروفچانین           | صرب بوسنی، فرمانده پلیس ویژه وزارت کشور جمهوری صرب کراینا            | کشتار سربرنیتسا                                                                                              | محکوم به ۱۷ سال زندان.                                                                              |
| از کیفرخواست خارج شد                    | گوران بوروفنیتسا              | صرب بوسنی, سرباز                                                     | آزار و اذیت،اعمال غیرانسانی و قتل غیرصرب‌های بوسنی در منطقه پرییدور                                           | از کیفرخواست خارج شد.                                                                               |
| تبرئه شد                                | لیوبه بوشکوسکی                | مقدونی، وزیر کشور مقدونیه                                            | حمله به لیوبوتن                                                                                              | در ۱۹ می ۲۰۱۰ تبرئه شد.                                                                             |
| تبرئه شد                                | لاهی براهیماج                 | آلبانیایی کوزوو، عضو ارتش آزادی‌بخش کوزوو                             | مشارکت در شکنجه ، قتل و تبعید شهروندان صرب                                                                   | در ۲۹ نوامبر ۲۰۱۲ تبرئه شد.                                                                         |
| محکوم شد                                | میروسلاو برالو                | کروات بوسنی, پلیس نظامی شورای دفاع کرواسی                            | مشارکت در تجاوز، قتل و شکنجه شهروندان و کودکان مسلمان بوسنی در مرکز بوسنی و هرزگوین بین ژانویه تا ژوئیه ۱۹۹۳ | در ۲ آوریل ۲۰۰۷ به ۲۰ سال زندان محکوم شد.                                                           |
| محکوم شد                                | رادوسلاو برجانین              | صرب بوسنی، رئیس اداره بحران منطقه خودمختار کراینا                    | مشارکت در شکنجه و قتل در منطقه خودمختار کراینا                                                               | به ۳۰ سال زندان محکوم شد.                                                                           |
| محکوم شد                                | ماریو چرکز                    | کروات بوسنی، فرمانده بریگاد شورای دفاع کرواسی                        | جنایات جنگی در دره لاشوا علیه شهروندان بوسنیایی                                                              | در ۱۷ دسامبر ۲۰۰۴ به شش سال زندان محکوم شد.                                                         |
| تبرئه شد                                | ایوان چرماک                   | کروات, ژنرال ارتش                                                    | مشارکت در تبعید شهروندان صرب از منطقه کراینا                                                                 | در ۱۵ آوریل ۲۰۱۱ تبرئه شد.                                                                          |
| محکوم شد                                | رانکو چشیچ                    | صرب بوسنی, عضو تیم ذخیره نیروی پلیس صرب بوسنی                        | قنل و سواستفاده جنسی در اردوگاه لوکا                                                                         | به ۱۸ سال زندان محکوم شد اما پس از ۱۰ سال در سال ۲۰۱۴ آزاد شد.                                      |
| محکوم شد                                | والنتین چوریچ                 | کروات بوسنی، رئیس پلیس نظامی شورای دفاع کرواسی                       | مشارکت در پاکسازی قومی                                                                                       | به ۱۶ سال زندان محکوم شد.                                                                           |
| تبرئه شد                                | زینیل دلالیچ                  | بوسنیایی, فرمانده گروه تاکتیکی اول از نیروهای بوسنیایی               | فرماندهی و کنترل اردوگاه زندان چلبیچی                                                                        | در ۲۰ فوریه ۲۰۰۱ تبرئه شد.                                                                          |
| محکوم شد                                | هزیم دلیچ                     | بوسنیایی, معاون فرمانده اردوگاه زندان بوسنی                          | قتل و تجاوز در اردوگاه زندان چلبیچی                                                                          | به ۱۸ سال زندان محکوم شد اما پس از ۵ سال در سال ۲۰۰۸ آزاد شد.                                       |
| محکوم شد                                | رسیم دلیچ                     | بوسنیایی, رئیس ستاد ارتش بوسنی و هرزگوین                             | | به سه سال زندان محکوم شد اما پس از دو سال درگذشت.                                                   |
| محکوم شد                                | میروسلاو درونیچ               | صرب بوسنی، رئیس پرسنل بحران براتوناک                                 | حمله به روستای گلوگووا                                                                                       | به ده سال زندان محکوم شد اما پس از دو سال بر اثر سرطان درگذشت.                                      |
| پیش از تمام شدن دادگاه درگذشت           | اسلاوکو دوکمانویچ             | صرب کرواسی، شهردار ووکوار                                            | ارتباط با قتل افراد در بیمارستان                                                                             | در ۲۹ ژوئن ۱۹۹۸ و در بازداشت درگذشت.                                                                |
| محکوم شد                                | دامیر دوشن                    | صرب بوسنی، از فرماندهان اردوگاه کراترم                               | اردوگاه کراترم                                                                                               | در ۱۳ نوامبر ۲۰۰۱ به ۵ سال زندان محکوم شد.                                                          |
| پیش از تمام شدن دادگاه درگذشت           | سیمو درلیاچا                  | صرب بوسنی, رئیس بخش امنیت عمومی پرییدور                              | آزار و اذیت، اعمال غیرانسانی و قتل شهروندان غیرصرب اطراف پرییدور                                             | پیش از تمام شدن دادگاه درگذشت.                                                                      |
| محکوم شد                                | ولاستیمیر جورجویچ             | صرب, ژنرال ارتش                                                      | تبعید، آزار و اذیت و قتل آلبانیایی‌های کوزوو                                                                  | به ۲۷ سال زندان محکوم شد اما پس از سه سال به ۱۸ سال زندان تقلیل یافت.                               |
| پیش از تمام شدن دادگاه درگذشت           | جورجی جوکیچ                   | صرب بوسنی، عضو پرسنل اصلی ارتش صرب بوسنی                             | به‌توپ بستن اهداف غیرنظامی در سارایوو                                                                         | پیش از تمام شدن دادگاه درگذشت.                                                                      |
| محکوم شد                                | دراژان اردمویچ                | کروات بوسنی، سرباز در ارتش صرب بوسنی                                 | کشتار سربرنیتسا                                                                                              | در ۵ مارس ۱۹۹۸ به ۵ سال زندان محکوم شد.                                                             |
| محکوم شد                                | آنتو فورونجیا                 | کروات بوسنی، از فرماندهان محلی شورای دفاع کرواسی                     | شکنجه یک شهروند مسلمان بوسنیایی                                                                              | در ۲۱ ژوئیه ۲۰۰۰ به ۱۰ سال زندان محکوم شد.                                                          |
| به دادگاه‌های ملی منتقل شد               | دوشان فوشتار                  | صرب بوسنی، از فرماندهان اردوگاه کراترم                               | آزار و اذیت، اعمال غیرانسانی و قتل شهروندان غیرصرب اطراف پرییدور                                             | در یک دادگاه محلی به ۹ سال زندان محکوم شد اما پس از چهارسال آزاد شد.                                |
| پیش از تمام شدن دادگاه درگذشت           | دراگان گاگویچ                 | صرب بوسنی، رئیس پلیس فوچا                                            | مشارکت در آزار و اذیت در بازداشتگاه مرکزی پارتیزان اسپورت هال                                                | پیش از تمام شدن دادگاه درگذشت.                                                                      |
| محکوم شد                                | استانیسلاو گالیچ              | صرب بوسنی, از فرماندهان نیروهای سارایوو                              | تیراندازی و به‌توپ بستن سارایوو                                                                               | در ۳۰ نوامبر ۲۰۰۶ به حبس ابد محکوم شد.                                                              |
| لغو محکومیت در دادگاه تجدیدنظر          | آنته گوتووینا                 | کروات، ژنرال ارتش                                                    | جنایت علیه بشریت                                                                                             | در دادگاه تجدیدنظر محکومیتش لغو شد.                                                                 |
| از کیفرخواست خارج شد                    | دراوکو گوداریتسا              | صرب بوسنی                                                            | | از کیفرخواست خارج شد.                                                                               |
| از کیفرخواست خارج شد                    | گروبان (نام کوچک نامعلوم)     |                                                                      | جنایت علیه بشریت                                                                                             | از کیفرخواست خارج شد.                                                                               |
| به دادگاه‌های ملی منتقل شد               | مومچیلو گروبان                | صرب بوسنی, از فرماندهان نگهبانان در اردوگاه اومارسکا                 | اردوگاه اومارسکا                                                                                             | به هفت سال زندان محکوم شد.                                                                          |
| محکوم شد                                | میلان گورو                    | صرب بوسنی                                                            | کشتار سربرنیتسا                                                                                              | در ۱۰ ژوئن ۲۰۱۰ به ۵ سال زندان محکوم شد.                                                            |
| پیش از تمام شدن دادگاه درگذشت           | گوران هاجیچ                   | صرب کرواسی, رئیس‌جمهور جمهوری صرب کراینا                              | آزار و اذیت, قتل و شکنجه در کراینا                                                                           | |
| محکوم شد                                | انور حاجی‌حسنویچ               | بوسنیایی, فرمانده ارتش سوم بوسنی                                     | مشارکت در قتل در مرکز بوسنی                                                                                  | در آوریل ۲۰۰۸ به ۳٬۵ سال زندان محکوم شد و پس از گذراندن این دوره آزاد شد.                           |
| تبرئه شد                                | صفر هلیلویچ                   | بوسنیایی، از فرماندهان ارتش بوسنی                                    | کشتار در روستاهای گرابوویتسا و اوزدول در بوسنی                                                               | در ۱۶ اکتبر ۲۰۰۷ تبرئه شد.                                                                          |
| تبرئه شد                                | راموش هارادینای               | آلبانیایی کوزوو، نخست‌وزیر کوزوو                                      | فعالیت‌های وی هنگام فرماندهی ارتش آزادی‌بخش کوزوو                                                              | . در ۲۹ نوامبر ۲۰۱۲ تبرئه شد.                                                                       |
| پیش از تمام شدن دادگاه درگذشت           | یانکو یانیچ                   | صرب بوسنی، از فرماندهان پلیس نظامی                                   | تجاوز گروهی و شکنجه در اردوگاه زندان فوچا                                                                    | پیش از تمام شدن دادگاه درگذشت.                                                                      |
| پیش از تمام شدن دادگاه درگذشت           | نیکیتسا یانیچ                 | صرب بوسنی, نگهبان زندان                                              | اردوگاه‌های کراترم و اومارسکا                                                                                 | پیش از تمام شدن دادگاه درگذشت.                                                                      |
| به دادگاه‌های ملی منتقل شد               | گویکو یانکویچ                 | صرب بوسنی، از کارکنان اردوگاه زندان فوچا                             | تجاوز گروهی و شکنجه در اردوگاه زندان فوچا                                                                    | در یک دادگاه بوسنیایی به ۳۴ سال زندان محکوم شد.                                                     |
| محکوم شد                                | گوران یلیشیچ                  | صرب بوسنی, از کارکنان اردوگاه زندان لوکا                             | نسل‌کشی, قتل, غارت و اعمال غیرانسانی در اردوگاه‌های زندان‌های لوکا و برچکو                                      | در ۵ ژوئیه ۲۰۰۱ به ۴۰ سال زندان محکوم شد.                                                           |
| محکوم شد                                | دراگان یوکیچ                  | صرب بوسنی                                                            | کشتار سربرنیتسا                                                                                              | به ۹ سال زندان محکوم شد اما سه سال بعد آزاد شد.                                                     |
| محکوم شد                                | میودراگ یوکیچ                 | صرب, دریاسالار در نیروی دریایی یوگسلاوی                              | محاصره دوبروونیک                                                                                             | در ۳۰ اوت ۲۰۰۵ به ۷ سال زندان محکوم شد.                                                             |
| محکوم شد                                | دراگو یوسیپویچ                | کروات بوسنی، عضو شورای دفاع کرواسی                                   | کشتارهای دره لاشوا علیه شهروندان بوسنیایی                                                                    | در ۲۳ اکتبر ۲۰۰۱ به ۱۲ سال زندان محکوم شد.                                                          |
| محکوم شد                                | رادوان کاراجیچ                | صرب بوسنی, رئیس‌جمهور جمهوری صرب بوسنی                                | نسل‌کشی و جنایت علیه بشریت                                                                                    | در ۲۴ مارس ۲۰۱۶ به ۴۰ سال زندان محکوم شد.                                                           |
| از کیفرخواست خارج شد                    | مارینکو کاتاوا                | کروات بوسنی                                                          | | از کیفرخواست خارج شد.                                                                               |
| به دادگاه‌های ملی منتقل شد               | دوشکو کنژویچ                  | صرب بوسنی, از کارکنان اردوگاه اومارسکا                               | اردوگاه اومارسکا                                                                                             | در یک دادگاه در بوسنی و هرزگوین به ۳۱ سال زندان محکوم شد.                                           |
| محکوم شد                                | دراگان کولونجیا               | صرب بوسنی, از کارکنان اردوگاه کراترم                                 | اردوگاه کراترم                                                                                               | به سه سال زندان محکوم شد اما در کمتر از یک ماه بعد آزاد شد.                                         |
| از کیفرخواست خارج شد                    | دراگان کوندیچ                 | صرب بوسنی                                                            | | از کیفرخواست خارج شد.                                                                               |
| محکوم شد                                | داریو کوردیچ                  | کروات بوسنی                                                          | جنایت جنگی در دره لاشوا علیه شهروندان بوسنیایی                                                               | به ۲۵ سال زندان محکوم شد اما پس از ده سال آزاد شد.                                                  |
| محکوم شد                                | میلوییتسا کوس                 | صرب بوسنی                                                            | اردوگاه اومارسکا                                                                                             | به ۶ سال زندان محکوم شد اما پس از کمتر از یک سال آزاد شد.                                           |
| از کیفرخواست خارج شد                    | پردراگ کوستیچ                 | صرب بوسنی                                                            | | از کیفرخواست خارج شد.                                                                               |
| محکوم شد                                | رادومیر کواچ                  | صرب بوسنی                                                            | تجاوز گروهی، شکنجه و به‌بردگی‌کشیدن در اردوگاه زندان فوچا                                                      | به ۲۰ سال زندان محکوم شد اما پس از ۱۱ سال آزاد شد.                                                  |
| پیش از تمام شدن دادگاه درگذشت           | میلان کواچویچ                 | صرب بوسنی                                                            | پرونده پرییدور                                                                                               | در ۱ اوت ۱۹۹۸ در بازداشت درگذشت.                                                                    |
| به دادگاه‌های ملی منتقل شد               | ولادیمیر کواچویچ              | صرب مونته‌نگرو، فرمانده ارتش یوگسلاوی                                 | محاصره دوبروونیک                                                                                             | |
| محکوم شد                                | مومچیلو کراییشنیک             | صرب بوسنی، نخست‌وزیر جمهوری صرب بوسنی                                 | نسل‌کشی | به ۲۰ سال زندان محکوم شد اما ۴ سال بعد آزاد شد.                                                     |
| محکوم شد                                | میلوراد کرنویلاچ              | صرب بوسنی، فرمانده زندان صرب‌های بوسنی                                | تجاوز گروهی و شکنجه در اردوگاه زندان فوچا                                                                    | در ۱۷ سپتامبر ۲۰۰۳ به ۱۵ سال زندان محکوم شد.                                                        |
| محکوم شد                                | رادیسلاو کرستیچ               | صرب بوسنی، ژنرال ارتش صرب‌های بوسنی                                   | نسل‌کشی | در سال ۲۰۰۴ به ۳۵ سال زندان محکوم شد.                                                               |
| محکوم شد                                | امیر کوبورا                   | بوسنیایی، رئیس ستاد بریگاد هفتم کوهستانی مسلمان                      | قتل و تخریب در مرکز بوسنی                                                                                    | در ۲۲ آوریل ۲۰۰۸ به دو سال زندان محکوم شد                                                           |
| محکوم شد                                | دراگولیوب کوناراچ             | صرب بوسنی                                                            | تجاوز گروهی و شکنجه در اردوگاه زندان فوچا                                                                    | در ۱۲ ژوئن ۲۰۰۲ به ۲۸ سال زندان محکوم شد.                                                           |
| تبرئه شد                                | میریان کوپرشکیچ               | کروات بوسنی، عضو شورای دفاع کرواسی                                   | کشتارهای دره لاشوا علیه شهروندان بوسنیایی                                                                    | در ۲۳ اکتبر ۲۰۰۱ تبرئه شد.                                                                          |
| تبرئه شد                                | ولاتکو کوپرشکیچ               | کروات بوسنی، عضو شورای دفاع کرواسی                                   | کشتارهای دره لاشوا علیه شهروندان بوسنیایی                                                                    | در ۲۳ اکتبر ۲۰۰۱ تبرئه شد.                                                                          |
| تبرئه شد                                | زوران کوپرشکیچ                | کروات بوسنی, عضو شورای دفاع کرواسی                                   | کشتارهای دره لاشوا علیه شهروندان بوسنیایی                                                                    | در ۲۳ اکتبر ۲۰۰۱ تبرئه شد.                                                                          |
| محکوم شد                                | میروسلاو کووچکا               | صرب بوسنی, پلیس                                                      | اردوگاه کراترم و اردوگاه اومارسکا                                                                            | به ۷ سال زندان محکوم شد اما پس از چهارسال آزاد شد.                                                  |
| از کیفرخواست خارج شد                    | گوران لاییچ                   | صرب بوسنی                                                            | | از کیفرخواست خارج شد.                                                                               |
| محکوم شد                                | اساد لانجو                    | بوسنیایی                                                             | قتل و شکنجه شهروندان صرب در اردوگاه زندان چلبچی                                                              | به ۱۵ سال زندان محکوم شد اما پس از سه سال آزاد شد.                                                  |
| محکوم شد                                | ولادیمیر لازارویچ             | صرب, ژنرال ارتش                                                      | جنایت جنگی                                                                                                   | به ۱۴ سال زندان محکوم شد اما پس از ۶ سال آزاد شد.                                                   |
| تبرئه شد                                | فاتمیر لیمای                  | آلبانیایی کوزوو، از اعضای ارشد ارتش آزادی‌بخش کوزوو                   | جنایت جنگی در اردوگاه زندان لاپوشنیک.                                                                        | Acquitted on 27 September 2007.                                                                     |
| محکوم شد                                | میلان لوکیچ                   | صرب بوسنی، فرمانده یک گروه شبه‌نظامی به نام کین‌خواهان یا عقاب‌های سفید | کشتار بیش از ۱۰۰ مسلمان در اطراف ویشه‌گراد                                                                    | در ۲۰ ژوئیه ۲۰۰۹ به حبس ابد محکوم شد.                                                               |
| محکوم شد                                | سردویه لوکیچ                  | صرب بوسنی، عضو گروه شبه‌نظامی عقاب‌های سفید                            | کشتار بیش از ۱۰۰ مسلمان در اطراف ویشه‌گراد                                                                    | در ۲۰ ژوئیه ۲۰۰۹ به ۳۰ سال زندان محکوم شد.                                                          |
| محکوم شد                                | سرتن لوکیچ                    | صرب, ژنرال                                                           | جنایت علیه بشریت در کوزوو                                                                                    | به ۲۰ سال زندان محکوم شد. .                                                                         |
| به دادگاه‌های ملی منتقل شد               | پاشکو لیوبیچیچ                | کروات بوسنی، از فرماندهان شورای دفاع کرواسی                          | کشتارهای دره لاشوا علیه شهروندان بوسنیایی                                                                    | در یک دادگاه در بوسنی به ۱۰ سال زندان محکوم شد.                                                     |
| از کیفرخواست خارج شد                    | زوران مارینیچ                 | کروات بوسنی                                                          | | از کیفرخواست خارج شد.                                                                               |
| لغو محکومیت در دادگاه تجدیدنظر          | ملادن مارکاچ                  | کروات                                                                | جنایت علیه بشریت                                                                                             | در دادگاه تجدیدنظر محکومیتش لغو شد.                                                                 |
| محکوم شد                                | میلان مارتیچ                  | صرب کرواسی; رئیس‌جمهور جمهوری صرب کراینا                              | حمله به زاگرب                                                                                                | در ۸ اکتبر ۲۰۰۸ به ۳۵ سال زندان محکوم شد.                                                           |
| محکوم شد                                | وینکو مارتینویچ               | کروات بوسنی                                                          | جنایت جنگی علیه شهروندان بوسنیایی در منطقه موستار                                                            | در ۳ می ۲۰۰۶ به ۱۸ سال زندان محکوم شد.                                                              |
| انتقال به دادگاه‌های ملی                 | ژلیکو میاکیچ                  | صرب بوسنی                                                            | اردوگاه اومارسکا                                                                                             | در یک دادگاه در بوسنی به ۲۱ سال زندان محکوم شد                                                      |
| محکوم شد                                | رادیوویه میلتیچ               | صرب بوسنی                                                            | کشتار سربرنیتسا                                                                                              | در ۱۰ ژوئن ۲۰۱۰ به ۱۹ سال زندان محکوم شد.                                                           |
| پیش از تمام شدن دادگاه درگذشت           | اسلوبودان میلیکویچ            | صرب بوسنی                                                            | | پیش از تمام شدن دادگاه درگذشت.                                                                      |
| محکوم شد                                | دراگومیر میلوشویچ             | صرب بوسنی                                                            | محاصره سارایوو                                                                                               | به ۲۹ سال زندان محکوم شد.                                                                           |
| پیش از تمام شدن دادگاه درگذشت           | اسلوبودان میلوشویچ            | صرب، رئیس‌جمهور صربستان, رئیس‌جمهور یوگسلاوی                           | جنایت جنگی، جنگ کوزوو                                                                                        | پیش از تمام شدن دادگاه درگذشت.                                                                      |
| تبرئه شد                                | میلان میلوتینوویچ             | صرب، رئیس‌جمهور صربستان                                               | جنگ کوزوو | در ۲۶ فوریه ۲۰۰۹ تبرئه شد.                                                                          |
| در دادگاه                               | راتکو ملادیچ                  | صرب بوسنی, فرمانده نظامی صرب‌های بوسنی                                | نسل‌کشی و جنایت علیه بشریت                                                                                    | دادگاه او ادامه دارد.                                                                               |
| محکوم شد                                | دارکو مرجا                    | صرب بوسنی، فرمانده یگان پلیس صرب بوسنی                               | | به ۱۷ سال زندان محکوم شد اما پس از نه سال آزاد شد.                                                  |
| محکوم شد                                | میله مرکشیچ                   | صرب کروات، سرهنگ ارتش یوگسلاوی، فرمانده ارتش جمهوری صرب کراینا       | | به ۲۰ سال زندان محکوم شد اما پس از سه سال درگذشت.                                                   |
| محکوم شد                                | دراوکو موسیچ                  | کروات بوسنی                                                          | | به ۹ سال زندان محکوم شد اما پس از ۶ سال آزاد شد.                                                    |
| از کیفرخواست خارج شد                    | اگیم مورتزی                   | آلبانیایی‌های کوزوو، عضو ارتش آزادی‌بخش کوزوو                          | | از کیفرخواست خارج شد.                                                                               |
| تبرئه شد                                | ایساک موسلیو                  | آلبانیایی‌های کوزوو, فرمانده ارتش آزادی‌بخش کوزوو                      | جنایت جنگی و اعمال غیرانسانی در اردوگاه زندان لاپوشنیک                                                       | در ۲۷ سپتامبر ۲۰۰۷ تبرئه شد.                                                                        |
| محکوم شد                                | ملادن نالتیلیچ                | کروات بوسنی, شبه‌نظامی                                                | جنایت جنگی علیه شهروندان بوسنیایی در منطقه موستار                                                            | در ۳ می ۲۰۰۶ به ۲۰ سال زندان محکوم شد.                                                              |
| محکوم شد                                | دراگان نیکولیچ                | صرب بوسنی، فرمانده زندان صرب‌های بوسنی                                | اردوگاه سوشیتسا                                                                                              | در ۴ فوریه ۲۰۰۵ به ۲۰ سال زندان محکوم شد.                                                           |
| محکوم شد                                | دراگو نیکولیچ                 | صرب بوسنی، افسر ارتش صرب‌های بوسنی                                    | کشتار سربرنیتسا                                                                                              | در ۱۰ ژوئن ۲۰۱۰ به ۳۵ سال زندان محکوم شد.                                                           |
| محکوم شد                                | مومیر نیکولیچ                 | صرب بوسنی,معاون فرمانده بریگاد VRS براتوناک                          | کشتار سربرنیتسا                                                                                              | در ۸ مارس ۲۰۰۶ به ۲۰ سال زندان محکوم شد.                                                            |
| به دادگاه‌های ملی منتقل شد               | میرکو نوراچ                   | کروات، ژنرال شورای دفاع کرواسی                                       | عملیات ماسلنیتسا و عملیات مداک پاکت                                                                          | در یک دادگاه در زاگرب به ۷ سال زندان محکوم شد پس از کمتر از ۶ سال آزاد شد.                          |
| محکوم شد                                | دراگان اوبرنویچ               | صرب بوسنی, سرهنگ دوم VRS                                             | کشتار سربرنیتسا                                                                                              | به ۱۷ سال زندان محکوم شد اما پس از ۹ سال آزاد شد.                                                   |
| محکوم شد                                | دراگولیوب اویدانیچ            | صرب، رئیس ستاد ژنرال‌های ارتش یوگسلاوی، وزیر دفاع یوگسلاوی            | جنایت جنگی                                                                                                   | به ۱۵ سال زندان محکوم شد. اما پس از ۴ سال آزاد شد.                                                  |
| تبرئه شد اما در بوسنی دوباره دادگاهی شد | ناصر اوریچ                    | بوسنیایی، فرمانده ارتش سربرنیتسا                                     | قتل | تبرئه شد.                                                                                           |
| محکوم شد                                | وینکو پاندورویچ               | صرب بوسنی، ژنرال ارتش صرب‌های بوسنی                                   | کشتار سربرنیتسا                                                                                              | به ۱۳ سال زندان محکوم شد اما ۵ سال بعد آزاد شد.                                                     |
| تبرئه شد                                | دراگان پاپیچ                  | کروات بوسنی, عضو شورای دفاع کرواسی                                   | کشتارهای دره لاشوا علیه شهروندان بوسنیایی                                                                    | در ۱۴ ژانویه ۲۰۰۰ تبرئه شد.                                                                         |
| از کیفرخواست خارج شد                    | ندلیکو پاسپالی                | صرب بوسنی                                                            | | از کیفرخواست خارج شد.                                                                               |
| محکوم شد                                | نبویشا پاوکویچ                | صرب, رئیس ستاد کل ارتش مردمی یوگسلاو                                 | جنایت جنگی                                                                                                   | در ۲۶ فوریه ۲۰۰۹ به ۲۲ سال زندان محکوم شد.                                                          |
| از کیفرخواست خارج شد                    | میلان پاولیچ                  | صرب بوسنی                                                            | | از کیفرخواست خارج شد.                                                                               |
| تبرئه شد                                | مومچیلو پریشیچ                | صرب, رئیس ستاد ژنرال‌های ارتش یوگسلاوی                                | | در ۲۸ فوریه ۲۰۱۳ تبرئه شد.                                                                          |
| محکوم شد                                | میلیووی پتکویچ                | کروات بوسنی، رئیس شورای دفاع کرواسی                                  | جنایت جنگی و پاکسازی قومی در بوسنی و هرزگوین                                                                 | به ۲۰ سال زندان محکوم شد اما پس از ۴ سال آزاد شد.                                                   |
| محکوم شد                                | بیلیانا پلاوشیچ               | صرب بوسنی, رئیس‌جمهور جمهوری صرب بوسنی                                | جنایت علیه بشریت                                                                                             | به ۱۱ سال زندان محکوم شد اما پس از گذراندن دوسوم آن آزاد شد.                                        |
| از کیفرخواست خارج شد                    | میلوتین پوپوویچ               | صرب بوسنی                                                            | | از کیفرخواست خارج شد.                                                                               |
| محکوم شد                                | وویادین پوپوویچ               | صرب بوسنی, سرهنگ دوم ارتش صرب بوسنی                                  | کشتار سربرنیتسا                                                                                              | در ۱۰ ژوئن ۲۰۱۰ به حبس ابد محکوم شد.                                                                |
| محکوم شد                                | اسلوبودان پرالیاک             | کروات بوسنی                                                          | جنایت علیه بشریت                                                                                             | به ۲۰ سال زندان محکوم شد.                                                                           |
| محکوم شد                                | دراگولیوب پرکاچ               | صرب بوسنی                                                            | اردوگاه کراترم و اردوگاه اومارسکا                                                                            | در ۲۸ فوریه ۲۰۰۵ به ۵ سال زندان محکوم شد.                                                           |
| از کیفرخواست خارج شد                    | دراژنکو پردویویچ              | صرب بوسنی                                                            | | از کیفرخواست خارج شد.                                                                               |
| محکوم شد                                | یادرانکو پرلیچ                | کروات بوسنی, رهبر جمهوری کروات بوسنی و هرزگوین                       | جنایت جنگی در جمهوری کروات بوسنی و هرزگوین                                                                   | به ۲۵ سال زندان محکوم شد                                                                            |
| محکوم شد                                | بریسلاو پوشیچ                 | کروات بوسنی, افسر شورای دفاع کرواسی                                  | پاکسازی قومی در بوسنی و هرزگوین                                                                              | به ده سال زندان محکوم شد.                                                                           |
| تبرئه شد                                | میروسلاو رادیچ                | صرب, کاپیتان ارتش یوگسلاوی                                           | کشتار ووکوار بعد از نبرد ووکوار                                                                              | در ۲۷ سپتامبر ۲۰۰۷ تبرئه شد.                                                                        |
| محکوم شد                                | ملادو رادیچ                   | صرب بوسنی                                                            | اردوگاه کراترم و اردوگاه اومارسکا                                                                            | به ۲۰ سال زندان محکوم شد اما پس از ۷ سال آزاد شد.                                                   |
| محکوم شد                                | ایویتسا راییچ                 | کروات بوستی                                                          | کشتار استوپنی دو                                                                                             | به ۱۲ سال زندان محکوم شد اما پس از ۵ سال آزاد شد.                                                   |
| به دادگاه‌های ملی منتقل شد               | میتار راشویچ                  | صرب بوسنی                                                            | تجاوز گروهی، شکنجه و به‌بردگی‌کشیدن در اردوگاه زندان فوچا                                                      | در دادگاهی در بوسنی به هشت و نیم سال زندان محکوم شد اما پس از دو سال آزاد شد.                       |
| پیش از تمام شدن دادگاه درگذشت           | ژلیکو راژناتویچ ملقب به آرکان | صرب، رهبر یک گروه شبه‌نظامی                                           | | پیش از تمام شدن دادگاه درگذشت.                                                                      |
| از کیفرخواست خارج شد                    | ژلیکو ساویچ                   | صرب بوسنی                                                            | | از کیفرخواست خارج شد.                                                                               |
| محکوم شد                                | دوشکو سیکیریتسا               | صرب بوسنی, فرمانده زندان                                             | اردوگاه کراترم                                                                                               | به ۱۵ سال زندان محکوم شد اما پس از ۹ سال آزاد شد.                                                   |
| محکوم شد                                | بلاگویه سیمیچ                 | صرب بوسنی                                                            | جنایات جنگی در شاماتس                                                                                        | به ۱۵ سال زندان محکوم شد اما پس از ۵ سال آزاد شد.                                                   |
| محکوم شد                                | میلان سیمیچ                   | صرب بوسنی                                                            | جنایت جنگی در شاماتس                                                                                         | در ۱۷ اکتبر ۲۰۰۲ به ۵ سال زندان محکوم شد.                                                           |
| از کیفرخواست خارج شد                    | پرو اسکوپلیاک                 | کروات بوسنی                                                          | | از کیفرخواست خارج شد.                                                                               |
| محکوم شد                                | میلومیر استاکیچ               | صرب بوسنی, شهردار پرییدور                                            | آزار و اذیت، اعمال غیرانسانی و قتل غیرصرب‌های منطقه پرییدور                                                   | در ۲۲ مارس ۲۰۰۶ به ۴۰ سال زندان محکوم شد.                                                           |
| محکوم شد                                | میچو استانیشیچ                | صرب بوسنی، وزیر کشور صرب بوسنی                                       | جنایت علیه بشریت                                                                                             | به ۲۲ سال زندان محکوم شد                                                                            |
| به دادگاه‌های ملی منتقل شد               | رادوان استانکویچ              | صرب بوسنی                                                            | | در دادگاهی در بوسنی به ۲۰ سال زندان محکوم شد                                                        |
| محکوم شد                                | برونو استوییچ                 | کروات بوسنی                                                          | پاکسازی قومی در بوسنی و هرزگوین                                                                              | به ۲۰ سال زندان محکوم شد.                                                                           |
| پیش از تمام شدن دادگاه درگذشت           | ولایکو استوییلیکویچ           | صرب; وزیر کشور                                                       | | پیش از تمام شدن دادگاه درگذشت                                                                       |
| محکوم شد                                | پاوله استروگار                | مونته‌نگرویی; ژنرال ارتش یوگسلاوی                                     | محاصره دوبروونیک                                                                                             | در ۱۷ ژوئیه ۲۰۰۸ به ۷٬۵ سال زندان محکوم شد.                                                         |
| از کیفرخواست خارج شد                    | ایوان شانتیچ                  | کروات بوسنی                                                          | | از کیفرخواست خارج شد.                                                                               |
| محکوم شد                                | ولادیمیر شانتیچ               | کروات بوسنی, عضو شورای دفاع کرواسی                                   | کشتارهای دره لاشوا علیه شهروندان بوسنیایی                                                                    | در ۲۳ اکتبر ۲۰۰۱ به ۱۳ سال زندان محکوم شد.                                                          |
| از کیفرخواست خارج شد                    | دراگومیر شاپونیا              | صرب بوسنی                                                            | | از کیفرخواست خارج شد.                                                                               |
| تبرئه شد                                | ووجیسلاو ششلی                 | صرب; رئیس حزب رادیکال صرب‌ها                                          | جنایت علیه بشریت                                                                                             | تبرئه شد.                                                                                           |
| محکوم شد                                | وسلین اشلیوانچانین            | مونته‌نگرویی; از فرماندهان ارتش یوگسلاوی                              | کشتار ووکوار بعد از نبرد ووکوار                                                                              | در ۸ دسامبر ۲۰۱۰ به ۱۰ سال زندان محکوم شد.                                                          |
| محکوم شد                                | دوشکو تادیچ                   | صرب بوسنی                                                            | اردوگاه اومارسکا                                                                                             | به ۲۰ سال زندان محکوم شد اما پس از ۸ سال آزاد شد.                                                   |
| محکوم شد                                | میروسلاو تادیچ                | صرب بوسنی                                                            | جنایت جنگی در شاماتس                                                                                         | در ۱۷ اکتبر ۲۰۰۳ به ۸ سال زندان محکوم شد.                                                           |
| پیش از تمام شدن دادگاه درگذشت           | مومیر تالیچ                   | صرب بوسنی; ژنرال لشکر اول کراینا                                     | نسل‌کشی در کراینا                                                                                             | پیش از تمام شدن دادگاه درگذشت.                                                                      |
| محکوم شد                                | یوهان تارچولوفسکی             | مقدونی; افسر پلیس                                                    | حمله به لیوبوتن                                                                                              | به ۱۲ سال زندان محکوم شد اما پس از ۳ سال آزاد شد.                                                   |
| از کیفرخواست خارج شد                    | ندیلیکو تیماراتس              | صرب بوسنی                                                            | | از کیفرخواست خارج شد.                                                                               |
| محکوم شد                                | استوان تودورویچ               | صرب بوسنی                                                            | جنایت جنگی در شاماتس                                                                                         | در ۳۱ ژوئیه ۲۰۰۱ به ۱۰ سال زندان محکوم شد.                                                          |
| محکوم شد                                | دراوکو تولیمیر                | صرب بوسنی, معاون فرمانده ارتش صرب بوسنی                              | جنایت علیه بشریت                                                                                             | به حبس ابد محکوم شد و در سال ۲۰۱۶ در زندان درگذشت.                                                  |
| به دادگاه‌های ملی منتقل شد               | میلوراد تربیچ                 | صرب بوسنی                                                            | کشتار سربرنیتسا                                                                                              | در دادگاهی در بوسنی به ۳۰ سال زندان محکوم شد                                                        |
| محکوم شد                                | میتار واسیلیویچ               | صرب بوسنی; شبه‌نظامی                                                  | جنایت علیه بشریت در اطراف ویشه‌گراد                                                                           | به ۱۵ سال زندان محکوم شد اما پس از ۶ سال آزاد شد.                                                   |
| محکوم شد                                | زوران ووکویچ                  | صرب بوسنی; سرباز                                                     | تجاوز گروهی و شکنجه در اردوگاه زندان فوچا                                                                    | به ۱۲ سال زندان محکوم شد اما پس از ۶ سال آزاد شد.                                                   |
| محکوم شد                                | سیمو زاریچ                    | صرب بوسنی                                                            | جنایت جنگی در شاماتس                                                                                         | در ۱۷ اکتبر ۲۰۰۳ به ۶ سال زندان محکوم شد.                                                           |
| از کیفرخواست خارج شد                    | میلان زتس                     | صرب بوسنی                                                            | | از کیفرخواست خارج شد.                                                                               |
| محکوم شد                                | دراگان زلنویچ                 | صرب بوسنی، افسر پلیس                                                 | شکنجه در اردوگاه زندان فوچا                                                                                  | در ۳۱ اکتبر ۲۰۰۷ به ۱۵ سال زندان محکوم شد.                                                          |
| محکوم شد                                | زوران ژیگیچ                   | صرب بوسنی                                                            | جنایات در منطقه پرییدور                                                                                      | به ۲۵ سال زندان محکوم شد اما پس از ۹ سال آزاد شد.                                                   |
| محکوم شد                                | استویان ژوپلیانین             | صرب بوسنی                                                            | آزار و اذیت، شکنجه و قتل در کراینا                                                                           | به ۲۲ سال زندان محکوم شد                                                                            |